# Télacébec
 (avril 2020).
Le télacébec est un antituberculeux inhibiteur du cytochrome bc1 que l'on rencontre dans Mycobacterium tuberculosis. Il a été développé par l’entreprise sud-coréenne Qurient, sous l’identifiant « Q203 », pour le traitement de la tuberculose multirésistante.
Le télacébec a fait l'objet d'un essai de phase I à trois doses successives : 100 mg, 200 mg et 300 mg. Le traitement a été bien toléré aux trois doses. Le test d'efficacité était l'absence de mycobactéries entre le 3e et le 14e jour.
Un essai de phase II a commencé en juillet 2018 en Afrique du Sud. Il montre une réduction rapide de l'excrétion du bacille dans les crachats des tuberculeux traités.